# Natta borreyi
Natta borreyi är en spindelart som först beskrevs av Berland, Millot 1941.  Natta borreyi ingår i släktet Natta och familjen hoppspindlar. Inga underarter finns listade i Catalogue of Life.